# Michel Verret
Pour les articles homonymes, voir Verret.
Michel Verret, né le 6 novembre 1927 à Cambrai et mort le 28 novembre 2017 à Nantes, est un philosophe et sociologue français.

## Biographie
Les grands-parents de Michel Verret étaient bouchers dans un village de l'Artois. Son père, Alexandre Verret, d'abord vétérinaire, fortement engagé dans la Résistance au sein du mouvement Libération-Nord et à la SFIO, devint ensuite un haut fonctionnaire, qui termina sa carrière au Conseil économique et social.
Michel Verret, dans l'enthousiasme de la Libération, adhère aux Jeunesses communistes en septembre 1944, et au Parti communiste l'année suivante.
Michel Verret est reçu à l'École normale supérieure en 1948, où Louis Althusser le prépare à l'agrégation de philosophie, qu'il obtient en 1953. Il collabore à Clarté, la revue des étudiants communistes parisiens (il en est le rédacteur en chef en 1949-1950, prenant la succession d'Annie Besse) puis à La Nouvelle Critique. En 1953, il est nommé professeur de philosophie à Nantes, au lycée Clemenceau, où il exerce jusqu'en 1967 avant de s'orienter vers la sociologie à partir de cette même année, sous l'influence de Jean-Claude Passeron. 
Membre du comité de rédaction  de La Nouvelle Critique de 1958 à 1967, il y publie de nombreux articles, notamment sous le pseudonyme « Jean Néry ». L'un d'eux, en décembre 1963, « Réflexion sur le culte de la personnalité. Quelques remarques » pointe les aspects particuliers de l'Union soviétique, mais aussi les aspects universels (y compris pour le PCF) des dérives bureaucratiques du communisme. En cela il est en avance sur les réflexions menées à l'intérieur de son parti. Il apparaît alors proche de son « mentor » Althusser, sans appartenir au premier cercle, ne serait-ce de par son éloignement provincial. 
Au cours de sa carrière d'enseignant-chercheur, il publie sa thèse d'État sur les étudiants (Le temps des études, 1976). Il fonde un laboratoire universitaire de sociologie, le Laboratoire d'études et de recherches de sociologie sur la classe ouvrière (LERSCO) dont il a assuré la direction à l'université de Nantes.
Il publie notamment une « trilogie sur l'ouvrier français, 1954-1975 »  : L'espace ouvrier, Le travail ouvrier, La culture ouvrière, qui est emblématique de son œuvre de sociologue et des questionnements qu'elle suscite : le dernier volume, contrairement aux deux autres, est refusé par son éditeur universitaire, et il ne doit d'être publié qu'à une petite structure de la Région nantaise, aidé par le CNRS.
Membre du PCF jusqu'en 1978, il s'en détache sans éclat et sans renier ses propres aspirations émancipatrices. Marié avec une psychologue, Éliane Berenbaum , communiste également, le couple a eu quatre enfants.
Il meurt le 28 novembre 2017 à Nantes, à l'âge de 90 ans,,. Incinéré au crématorium du Père-Lachaise, ses cendres sont dispersées au jardin du souvenir du cimetière.

## Ouvrages
- Les marxistes et la religion : essai sur l'athéisme moderne, Éditions sociales, 1961
- Théorie et politique, Éditions sociales, 1967
- Dialogues pédagogiques, Éditions sociales, 1972
- Le temps des études, Champion, 1976
- L'Espace ouvrier (avec la collaboration de J. Creusen), Armand Colin, 1979
- Le travail ouvrier (avec la collaboration de P. Nugues), « collection U », Armand Colin, 1982  (ISBN 2-200-31182-6)
- La culture ouvrière (avec la collaboration de Joseph Creusen), ACL édition, 44230 Saint Sébastien, 1988  (ISBN 2-86723-025-X)
- Éclats sidéraux, Nantes, Éditions du Petit véhicule, 1992
- Chevilles ouvrières, Éditions de l'Atelier, 1995  (ISBN 2-7082-3117-0)
- Métamorphoses ouvrières (collectif), L'Harmattan, 1995  (ISBN 2-7384-3865-2)
- Dialogues avec la vie, L'Harmattan, 1999
- Textes cœurs, avec Éliane Verret, L'Harmattan, 2001
- Sur une Europe intérieure..., L'Harmattan, 2001
- Le vieux, le veuf, L'Harmattan, 2003
- Lectures sociologiques : Bourdieu, Passeron, Hoggart, Halbwachs, Janet, Le Play, Girard, Naville, L'Harmattan, 2009
- Moments de vie - itinéraire d'un intellectuel, Prologue de Thierry Guidet, L'Harmattan, janvier 2019